# Zœbersdorf
 Zœbersdorf (en alsacià Zawerschdorf) és un antic municipi i actual municipi delegat francès, situat a la regió del Gran Est, al departament del Baix Rin. L'any 1999 tenia 168 habitants.
A finals del 2017 es va unir al municipi de Geiswiller per crear el nou municipi de Geiswiller-Zœbersdorf.

## Demografia
| 1962 | 1968 | 1975 | 1982 | 1990 | 1999 |
| ---- | ---- | ---- | ---- | ---- | ---- |
| 156  | 164  | 181  | 152  | 152  | 168  |

## Administració
| Període | Identitat            | Partit |
| ------- | -------------------- | ------ |
| 2001-   | Jean-Georges Hammann |        |